# Michaela Marksová
Michaela Marksová-Tominová (ur. 20 marca 1969 w Pradze) – czeska polityk i samorządowiec, wiceprzewodnicząca Czeskiej Partii Socjaldemokratycznej (ČSSD), w latach 2014–2017 minister pracy i spraw socjalnych.

## Życiorys
Absolwentka Uniwersytetu Karola w Pradze. Była redaktorką czeskiego wydania magazynu „Cosmopolitan”. W latach 1997–2004 pracowała jako dyrektor ds. PR w organizacji społecznej Gender Studies. Współpracowała z organizacjami kobiecymi, tj. La Strada i proFem, zajmowała się również działalnością doradczą. Od 2004 do 2006 zajmowała stanowisko dyrektora departamentu polityki rodzinnej w Ministerstwie Pracy i Spraw Socjalnych, w latach 2009–2010 kierowała departamentem ds. równości w resorcie edukacji.
W 1997 wstąpiła do Czeskiej Partii Socjaldemokratycznej, awansowała w strukturze partyjnej, w 2015 została wiceprzewodniczącą tego ugrupowania. Od 2006 wybierana na radą stołecznej dzielnicy Praga 2, w latach 2010–2012 pełniła funkcję zastępcy burmistrza. 29 stycznia 2014 objęła stanowisko ministra pracy i spraw socjalnych w koalicyjnym rządzie Bohuslava Sobotki. Urząd ten sprawowała do 13 grudnia 2017.
W maju 2019 z rekomendacji ČSSD została członkinią rady agencji informacyjnej Česká tisková kancelář, a w grudniu 2019 jej wiceprzewodniczącą. W czerwcu 2020 zrezygnowała z tej funkcji, by objąć stanowisko zastępczyni ministra spraw zagranicznych.